# Museum M+

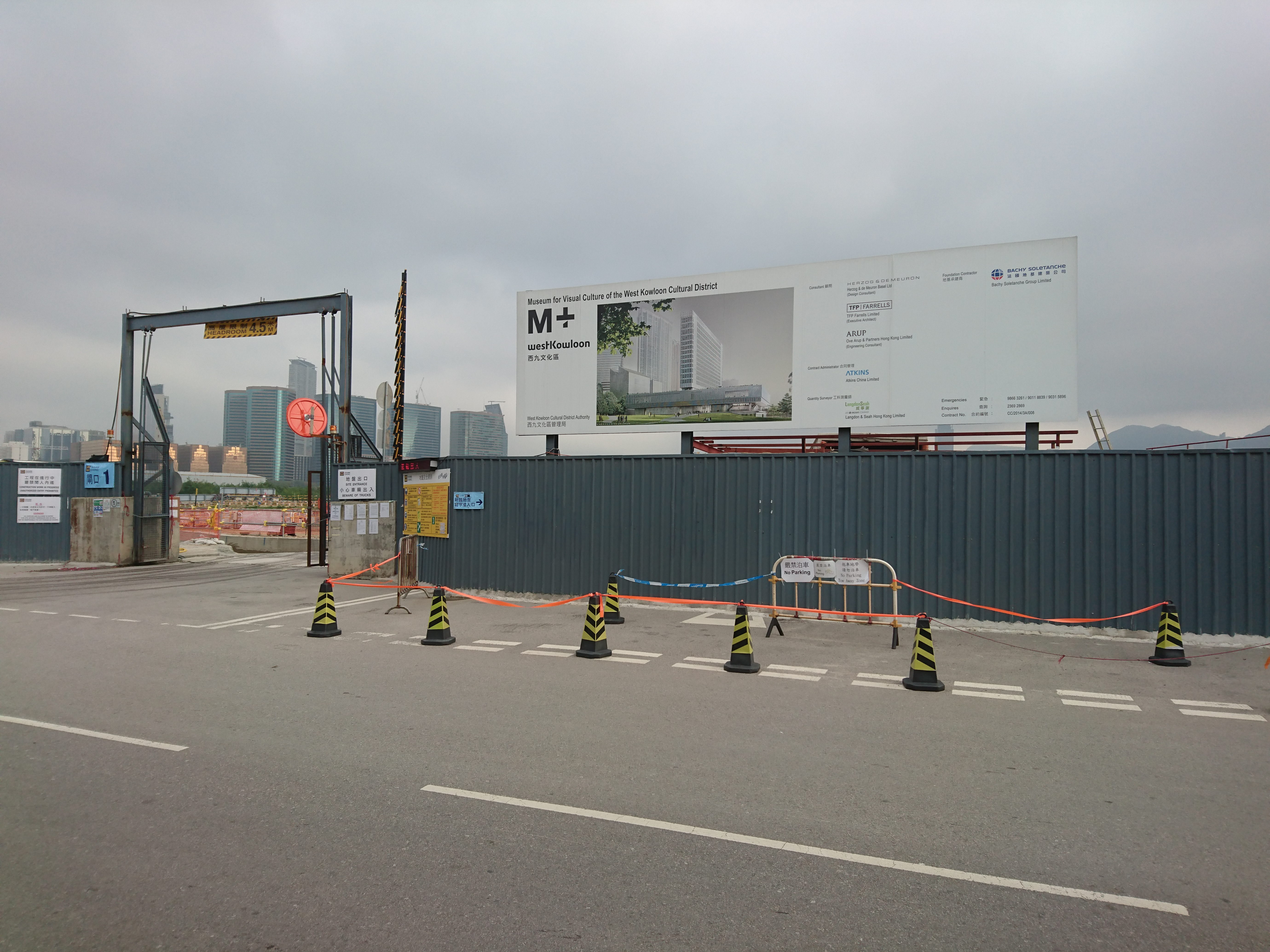
Baustelle im Dezember 2015

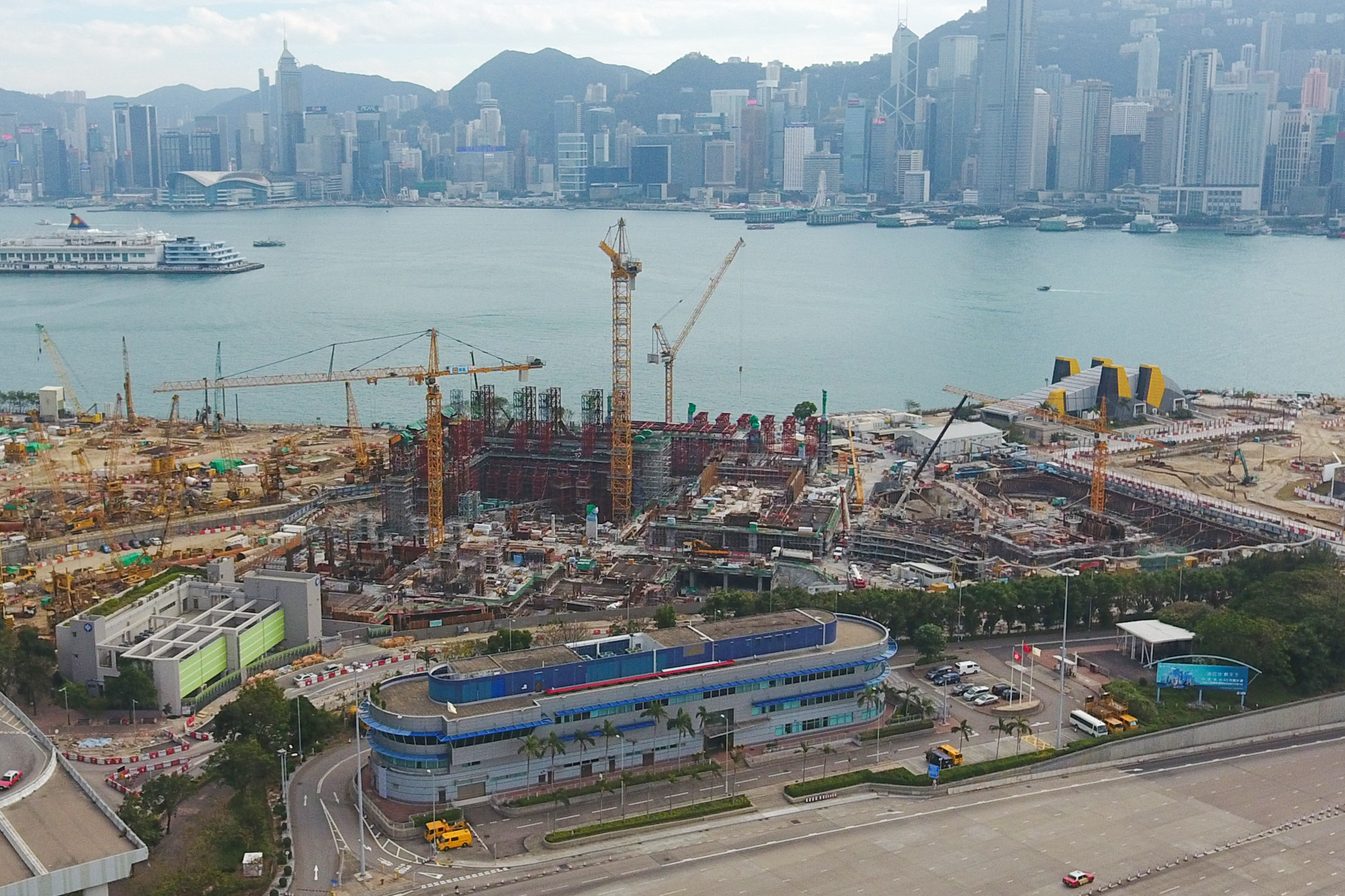
Baustelle im Februar 2017

Das M+ ist ein Museum für Visuelle Kultur A im West Kowloon Cultural District am Victoria Harbour in Hongkong, das im November 2021 eröffnet wurde.

## Funktion
„M+ hat sicherlich das Potenzial, das größte Museum für visuelle Kultur in Asien zu werden. Es drückt am besten aus, wohin wir als Weltkultur gehen sollten, wo Vielfalt, Gleichheit und Zugang zu Kunst aller Art von Anfang an zum Ausdruck kommen. Diese Art von Vielfalt und Breite ist Teil der DNA von M+. Dies macht es zu einem Museum, das sehr lokal inspiriert, aber gleichzeitig universell und offen ist. Es ist für die Menschen und Besucher auf der ganzen Welt.“ (Jacques Herzog)
Das Museum soll im Hinblick auf die Breite und Bedeutung seiner Sammlungen mit der Tate Modern, dem New Yorker MoMA und dem Centre Pompidou in Paris konkurrieren.
Das M+  wird von Suhanya Raffel geleitet und von der West Kowloon Cultural District Authority (WKCDA) verwaltet, einer Unterbehörde der Regierung von Hongkong. Eine eigenständige nachgeordnete Institution soll „Unabhängigkeit und Effizienz“ des Museumsbetriebes sicherstellen.
Nach Lars Nittve, von 2011 bis 2016 Leiter des Museums,  stehe der Name M+ für das Konzept „ein Museum und mehr“, und sein Team habe versucht, über das typische Modell eines Kunstmuseums hinauszugehen, indem beispielsweise verschiedene Themen wie Architektur, Film und alle Arten von bewegten Bildern, einschließlich Animationen und Videospielen, präsentiert werden.

## Architektur
Im Rahmen eines Architekturwettbewerbs wurden 2012 sechs Architekturbüros als Finalisten nominiert, nämlich Herzog & de Meuron und Farrells, Kazuyo Sejima und Ryue Nishizawa (SANAA), der Renzo Piano Building Workshop, Shigeru Ban mit dem Hongkonger Büro Thomas Chow Architects, Snøhetta sowie Toyo Ito zusammen mit Benoy. Jedes Team erhielt für die Teilnahme $1 Million Hongkong-Dollar. Im Juni 2013 wurde der Entwurf von Herzog & de Meuron mit Farrells von der WKCDA als Sieger bekanntgegeben.
Als Teil des von Foster + Partners geschaffenen Entwicklungsplans für den West Kowloon Cultural District schlugen die Architekten mit Bezug auf die direkt unter dem Gelände verlaufenden Tunnel des Airport Express vor, den unter Tage „gefundenen Raum“ als „radikalen“ unterirdischen Ausstellungs- und Aufführungsbereich zu integrieren.

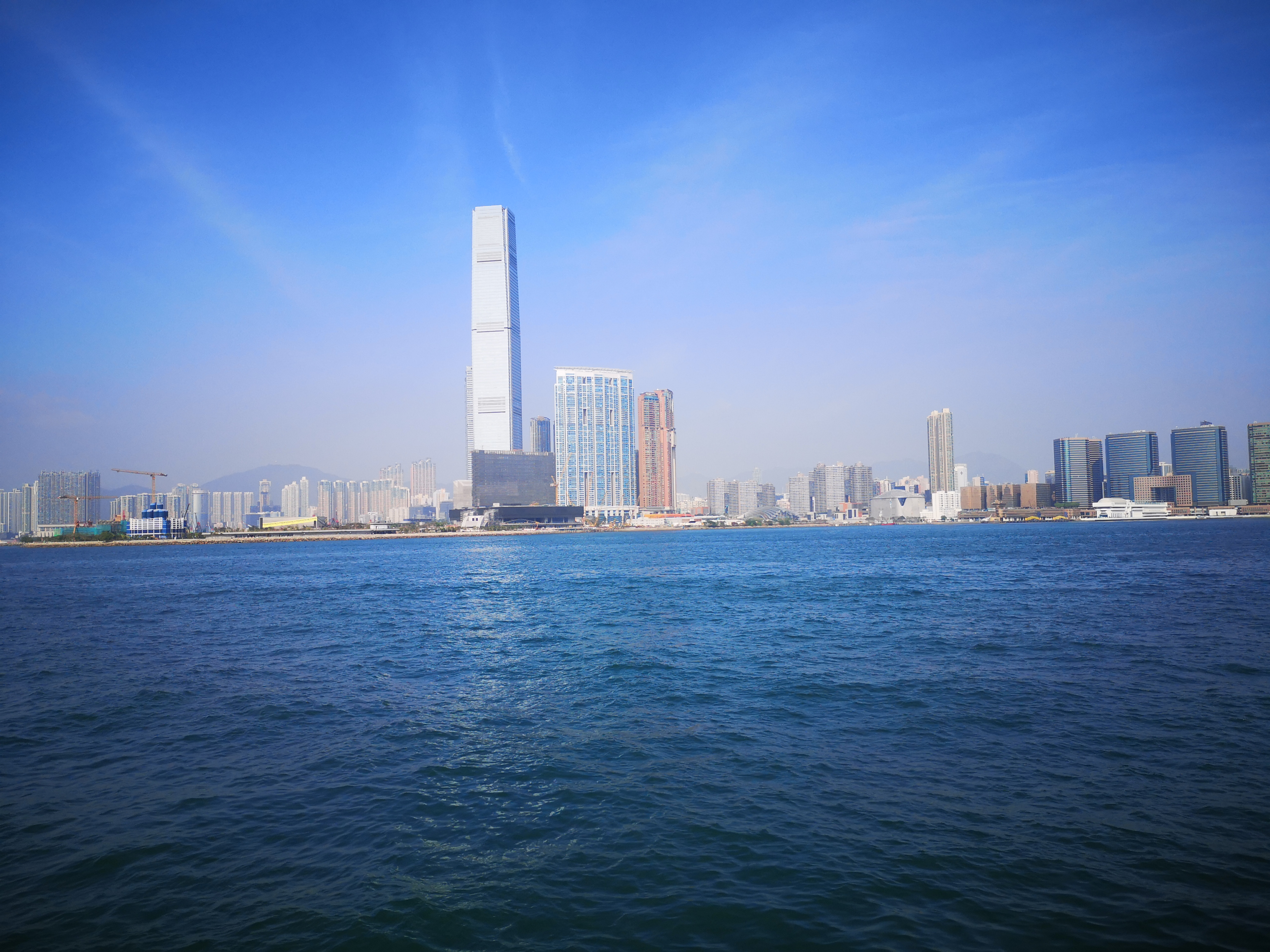
M+ Museum vor dem International Commerce Centre vom Wasser aus gesehen im Januar 2020

Das grundlegende Erscheinungsbild des Gebäudes ist ein auf den Kopf gestelltes T. Der horizontale Hauptriegel, in dem die Ausstellungsräume untergebracht sind, scheint über dem Boden zu schweben und kann von Fußgängern unterwandert werden. Das Turmgebäude beherbergt öffentliche Restaurants, Lounges und Gärten sowie Büros und Forschungseinrichtungen.
Von den etwa 65.000 m² Nutzfläche des Gebäudes sollen ca. 17.000 m² Ausstellungsfläche mit 33 Galerieräumen werden, etwas mehr als im MoMA.
Zusätzlich zu dem Innenräumen wird eine LED-Wand in die horizontalen Lamellen an der Fassade integriert, die als riesige Leinwand für Kunstwerke dienen und über den Victoria Harbour sichtbar sein soll.
Mit dem Bau des Museums wurde 2014 begonnen. 2015 wurde eine versiegelte Kapsel mit Kunstwerken örtlicher Schulkinder auf die Baustelle gebracht, die in 100 Jahren wieder geöffnet werden soll.
Die Baukosten beliefen sich Anfang 2021 auf mehr als 760 Mio. US-Dollar. Die öffentliche Inbetriebnahme ist für Ende 2021 geplant.

## Sammlung
„Die M+ -Sammlungen konzentrieren sich auf die visuelle Kultur des 20. und 21. Jahrhunderts und umfassen die Disziplinen Design und Architektur, Bewegtes Bild und visuelle Kunst sowie den Themenbereich der visuellen Kultur in Hongkong. Wir bauen die Sammlungen seit 2012 auf.“
Am 12. Juni 2012 gab Uli Sigg, Sammler der angeblich weltweit größten und umfassendsten Sammlung zeitgenössischer chinesischer Kunst, bekannt, dass er den größten Teil seiner Bestände an das M+ spenden werde.
Diese Spende umfasste 1.463 Werke von 325 Künstlern mit einem von Sotheby’s vorsichtig geschätzten Wert von 1,3 Milliarden Hongkong-Dollar; weitere 47 Werke wurden Sigg für 177 Millionen US-Dollar abgekauft. Bei der Eröffnung soll die Sammlung Sigg im Museumsgebäude exklusiv präsentiert und anschließend im Kontext der Gesamtsammlung ausgestellt werden.
2013 gab das Museum bekannt, dass es die „umfassendste (…) Sammlung einer öffentlichen Einrichtung“ der Performancekunst des in New York lebenden taiwanesischen Künstlers Tehching Hsieh erworben hat.
Bis 2013 gab das Museum an, 800 Werke erworben zu haben, mit über 80 % von lokalen Künstlern und Designern, darunter Graffiti-Werke von Tsang Tsou Choi (dem sogenannten König von Kowloon), die gespendet wurden. Bis März 2014 soll die Sammlung auf rund 2.700 Werke angewachsen sein.
Zu den ersten nicht-asiatischen Künstlern, die in die Sammlung aufgenommen wurden, gehört Candice Breitz.
Entsprechend den Bestrebungen des M+, ein breites Spektrum von Artefakten aus visuellen Kulturbereichen außerhalb traditioneller visueller Kunstformen zu präsentieren, umfassen die Sammlungen auch eine Reihe von architektonischen Werken, darunter Werke von Frank Lloyd Wright und Ludwig Mies van der Rohe, Architekturmodelle von Ma Yansong, ein Architekturmodell und Visualisierungsarbeiten von WOHA und eine ganze Sushi-Bar, entworfen von Shiro Kuramata.
Im Jahr 2019 erwarb das Museum das gesamte Archiv des einflussreichen britischen Architekturkollektivs Archigram.

## Kontroverse
Uli Sigg gab an, dass er das Hongkonger Museum einem auf dem chinesischen Festland vorgezogen habe, da die Sammlung Werke von Künstlern enthalte, die von der chinesischen Regierung unterdrückt würden, zum Beispiel 26 Stücke des chinesischen Künstlers Ai Weiwei.
Das Museum hat auch fast 100 Fotos von Liu Heung Shings Serie China After Mao erworben, darunter Fotos der blutigen Folgen des Vorgehens gegen die Proteste auf dem Platz des Himmlischen Friedens von 1989.
Lars Nittve erklärte in diesem Zusammenhang, dass das Museum trotz einer Warnung des pro-pekinger Legislativrates Chan Kam-lam, „Kunst und Politik nicht zu vermischen“, nicht von politisch sensiblen Themen ablenken würde.
Mit dem Inkrafttreten des chinesischen Sicherheitsgesetzes für Hongkong am 30. Juni 2020 und vor dem Hintergrund der andauernden Proteste der ortsansässigen Bevölkerung wird nunmehr öffentlich kontrovers diskutiert, ob die von der chinesischen Regierung erlassenen Zensurbestimmungen für die ehemalige britische Kolonie Einfluss darauf haben werden, was im M+ Museum ausgestellt werden wird. Insbesondere darüber, ob die Arbeiten von Ai Weiwei der Öffentlichkeit gezeigt werden, gibt es unterschiedliche Aussagen.
Auf der Webseite M+ Collections sind die Arbeiten von Liu Heung Shing und Ai Weiwei veröffentlicht (Stand 5. April 2021).